# 26 Eskadra Lotnictwa Łącznikowego

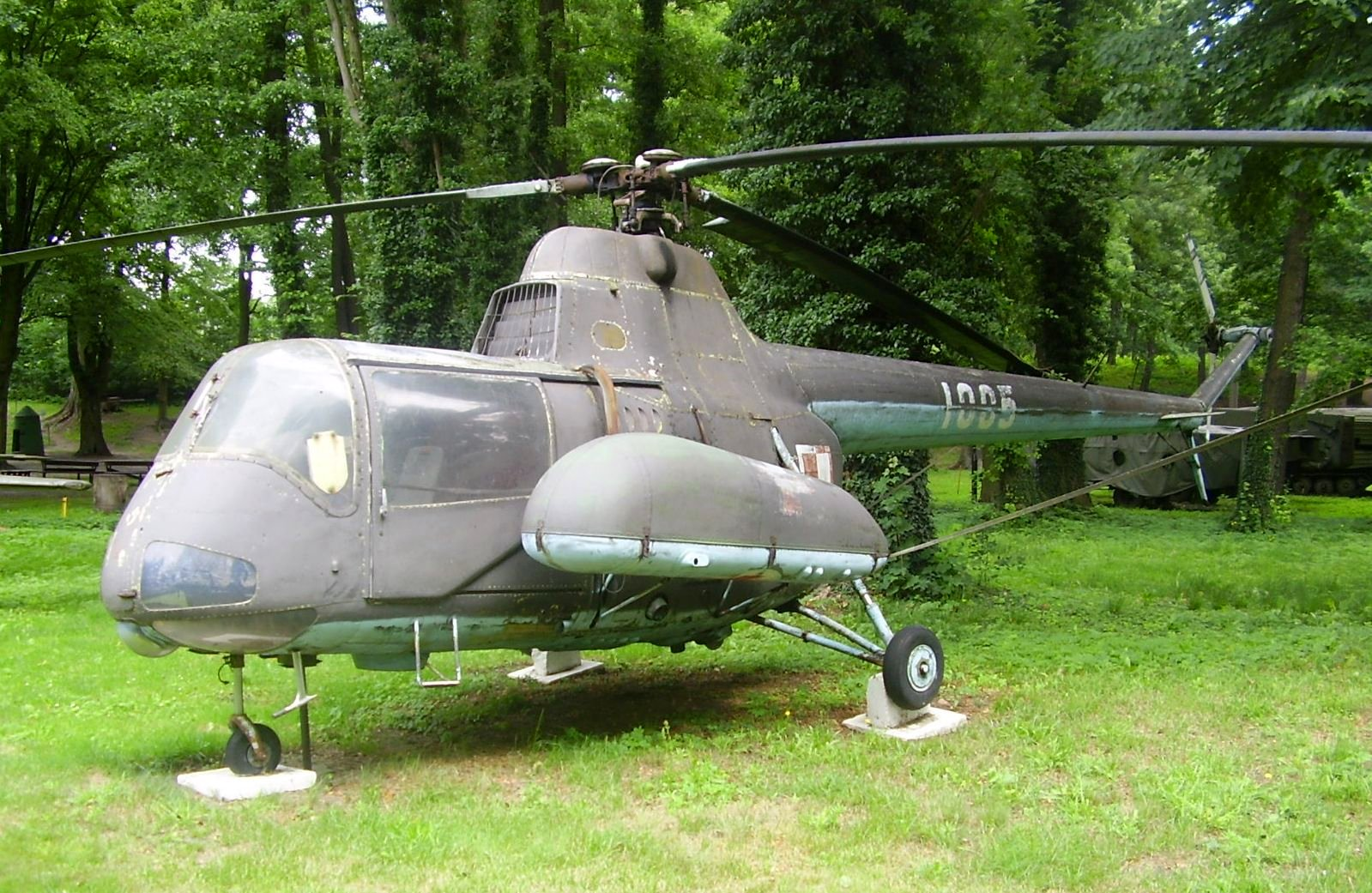
PZL SM-2

26 Samodzielna Eskadra Lotnictwa Łącznikowego (26 elł) – pododdział lotniczy.

## Formowanie i zmiany organizacyjne
W terminie do 15 kwietnia 1962 roku, na bazie 24 Samodzielnej Eskadry Lotnictwa Łącznikowego sformowano 26 Samodzielną Eskadrę Lotnictwa Łącznikowego o etacie nr 6/391: 119 żołnierzy i 1 pracownik cywilny.
W 1971 roku eskadra została przeformowana na 26 Eskadrę Lotnictwa Łącznikowego.
Eskadra stacjonowała na lotnisku w Warszawie.
W 1984 roku eskadra została rozformowana.

## Dowódcy eskadry
Wykaz dowódców eskadry podano za: Józef Zieliński [red.]: Polskie lotnictwo wojskowe 1945-2010. s. 188.
- kpt. pil. Ireneusz Pyrżak (1962 - 1967)
- ppłk pil. Stefan Różanek (1967 - 1984)